# Poeciliopsis scarlli
Poeciliopsis scarlli är en fiskart som beskrevs av Meyer, Riehl, Dawes och Dibble, 1985. Poeciliopsis scarlli ingår i släktet Poeciliopsis och familjen Poeciliidae. Inga underarter finns listade i Catalogue of Life.